# 李王世子暗殺未遂事件
李王世子暗殺未遂事件（りおうせいしあんさつみすいじけん）は、1920年（大正9年）4月に東京府東京市（現・東京都）で、李王世子（李王家の王太子）の李垠に対し企てられた暗殺未遂事件。

## 事件の発端
李王家はかつての大韓帝国の皇室であったが、韓国併合により皇帝の尊号を廃され、代わりに王公族として日本の皇族に準ずる待遇を得ることになった。
皇太子で日本留学中だった李垠は、明治天皇より李王世子に封ぜられ、引き続き日本内地に居住することになった。
1920年（大正9年）4月、李垠は日本の皇族の梨本宮守正王の長女方子女王と結婚することになった。
朝鮮独立運動家は、1916年（大正5年）の婚約以降、度々梨本宮家に嫌がらせを行うなど不穏な動きを見せていた。

## 事件の概要
朝鮮独立運動家の徐相漢は、この結婚を「朝鮮独立の障害」と考え、李王世子夫妻暗殺を計画した。そして「空気銃で雀を取る火薬を作る」と称し、硝酸カリウムや硫黄を集めて火薬を製造した。
その頃、神田西神田警察署の巡査が知人の朝鮮人から「徐相漢が空気銃で雀を取るといって火薬を作っている」という話を聞いた。内偵してみると、怪しい点が幾つも浮上したので、直ちに上官に報告した。
警視庁は即座に徐相漢を逮捕し、事件を未然に防ぐことが出来た。
徐相漢は、自作した火薬をブリキ缶に詰めて爆弾を製造し、李王世子夫妻と朝鮮総督斎藤実を暗殺する予定であった。